# 3. divisjon
De Derde Divisie (3. divisjon i fotball for herrer) is het vierde voetbalniveau in Noorwegen. De divisie staat bekend onder de sponsornaam Norsk Tipping-Ligaen. De competitie was tot 2016 ingedeeld in twaalf groepen, waarvan de groepswinnaars promoveerden naar de 2. divisjon. De onderste drie teams op de ranglijst degradeerden naar de 4. divisjon. Sinds de competitiehervorming in 2016 bestaat de derde divisie uit zes groepen waarin elk 14 teams deelnemen. 

## Competitiestructuur
De Noorse voetbalbond besloot in 2016 tot de herstructurering van de voetbalpiramide in het koninkrijk. De degradatie vanuit de 1. divisjon naar de 2. divisjon is al jaren erg streng, want de laatste vier geëindigde ploegen degraderen rechtstreeks. Door dit probleem op te lossen, bestaat de 2. divisjon vanaf het seizoen 2017 uit twee groepen in plaats van vier, waardoor ook het aantal afdelingen in de 3. divisjon gehalveerd moest worden (van 12 naar 6 afdelingen). 
De nummers 12, 13 en 14 van alle zes afdelingen degraderen direct naar de 4. divisjon, het vijfde niveau. Deze ploegen zullen worden vervangen door de kampioenen van de 3. divisjon. Er bestaat geen play-offsysteem in deze voetbalklasse. 